# Epigonus marisrubri
Epigonus marisrubri és una espècie de peix pertanyent a la família dels epigònids.

## Morfologia
Pot arribar a fer 13,6 cm de llargària màxima. 8 espines i 10 radis tous a l'aleta dorsal, 2 espines i 9 radis tous a l'anal i 18 radis a la pectoral. 25 vèrtebres. 48 o 49 escates a la línia lateral. Aletes pectorals allargades, les quals arriben al nivell de l'origen de la segona aleta dorsal. Aleta caudal bifurcada. Opercle amb una espina curta.

## Hàbitat
És un peix marí, bentopelàgic i de clima tropical (29°N-30°N i 34°E-35°E).

## Distribució geogràfica
Es troba al mar Roig (el golf d'Aqaba, Jordània).

## Observacions
És inofensiu per als humans.